# Prévonloup
Prévonloup ist eine politische Gemeinde im Distrikt Broye-Vully des Kantons Waadt in der Schweiz.

## Geographie
Prévonloup liegt auf 746 m ü. M., 14 km südlich des Bezirkshauptortes Payerne (Luftlinie). Das Strassenzeilendorf erstreckt sich auf einer leicht nach Norden geneigten Hochfläche östlich des Tals der Broye, im östlichen Waadtländer Mittelland.
Die Fläche des 1,8 km² grossen Gemeindegebiets umfasst einen Abschnitt des Molassehügellandes zwischen dem Broyetal und dem Oberlauf der Glâne. Der Hauptteil des Gebietes wird von der Hochfläche von Prévonloup eingenommen, die nach Norden zur Seyve (im Einzugsgebiet der Broye) entwässert wird. Die beiden höchsten Punkte von Prévonloup werden mit jeweils 805 m ü. M. auf der Waldhöhe Bois de Verrey im Süden und auf dem Hügel Dailles im Osten erreicht. Von der Gemeindefläche entfielen 1997 7 % auf Siedlungen, 13 % auf Wald und Gehölze und 80 % auf Landwirtschaft.
Zu Prévonloup gehören mehrere Einzelhöfe. Nachbargemeinden von Prévonloup sind Lovatens und Dompierre im Kanton Waadt sowie Romont und Billens-Hennens im Kanton Freiburg.

## Bevölkerung
Mit 226 Einwohnern (Stand 31. Dezember 2023) gehört Prévonloup zu den kleinsten Gemeinden des Kantons Waadt. Von den Bewohnern sind 91,2 % französischsprachig, 7,9 % deutschsprachig und 0,9 % sprechen Albanisch (Stand 2000). Die Bevölkerungszahl von Prévonloup belief sich 1900 auf 161 Einwohner. Danach wurde bis 1970 durch starke Abwanderung eine Abnahme auf 115 Einwohner verzeichnet; seither blieb die Bevölkerungszahl stabil.

## Wirtschaft
Prévonloup war bis in die zweite Hälfte des 20. Jahrhunderts ein vorwiegend durch die Landwirtschaft geprägtes Dorf. Noch heute haben der Ackerbau, der Obstbau und die Viehzucht eine wichtige Bedeutung in der Erwerbsstruktur der Bevölkerung. Weitere Arbeitsplätze sind im lokalen Kleingewerbe und im Dienstleistungssektor vorhanden. Infolge des Baus mehrerer Einfamilienhäuser in den letzten Jahrzehnten hat sich das Dorf auch zu einer Wohngemeinde entwickelt. Einige Erwerbstätige sind deshalb Wegpendler, die in den umliegenden grösseren Ortschaften arbeiten.

## Verkehr
Die Gemeinde ist verkehrstechnisch recht gut erschlossen. Sie liegt an der Hauptstrasse von Lucens nach Romont. Durch die Buskurse, die auf den Strecken von Lucens nach Romont und von Romont nach Payerne verkehren, ist Prévonloup an das Netz des öffentlichen Verkehrs angebunden.

## Geschichte
Der Ortsname geht entweder auf die lateinische Bezeichnung locus profundus (tiefer Ort, tiefe Stelle) oder auf das französische profonde eau (vom altfranzösischen Wort loue; tiefes Wasser) zurück.
Seit dem Mittelalter war Prévonloup im Besitz des Bischofs von Lausanne. Mit der Eroberung der Waadt durch Bern im Jahr 1536 gelangte das Dorf unter die Verwaltung der Landvogtei Moudon. Nach dem Zusammenbruch des Ancien Régime gehörte Prévonloup von 1798 bis 1803 während der Helvetik zum Kanton Léman, der anschliessend mit der Inkraftsetzung der Mediationsverfassung im Kanton Waadt aufging. 1798 wurde es dem Bezirk Moudon zugeteilt. Prévonloup besitzt keine eigene Kirche; es gehört zur Pfarrei Dompierre.